# 莱弗德
莱弗德是德国下萨克森州的一个市镇。总面积27.88平方公里，总人口4274人，其中男性2109人，女性2165人（2011年12月31日），人口密度153人/平方公里。